# Mill Creek (Ohio River, Beaver County)
Der Mill Creek (englisch für „Mühlbach“) ist ein kleiner Bach im Westen des US-Bundesstaats Pennsylvania.
Er entspringt in der Greene Township im Beaver County auf ca. 365 m (1200 ft) Höhe. Er fließt zuerst nordwärts durch Hookstown und weiter Richtung Georgetown. Westlich von Georgetown macht der Mill Creek eine Biegung nach Westen, fließt ein kurzes Stück parallel zum Ohio River, nimmt den Little Blue Run auf und mündet direkt an der Grenze zu West Virginia auf einer Höhe von 202 m (663 ft) in den Ohio River.
Der Mill Creek hat eine Länge von etwa elf Kilometern.